# 奥村幸礼
奥村 幸礼（おくむら ゆきひろ、1978年9月3日 - ）は、日本の俳優。PuR(ピュール)所属。三重県出身。

## 出演作品

### テレビドラマ
- LIAR GAME Season 2
- 金曜時代劇ロマンお登勢
- 太陽にほえろ!2001
- フライトパニック
- 秘密諜報員 エリカ - 滝野剛 役

### 映画
- 劇場版 米寿の伝言（2025年5月10日）[1]